# Crossoglossa exigua
Crossoglossa exigua là một loài thực vật có hoa trong họ Lan. Loài này được (Garay) Nog.-Sav. & G.A.Romero mô tả khoa học đầu tiên năm 2008.